# Helmut Braselmann
Helmut Braselmann, nemški rokometaš, * 18. september 1911, † 23. januar 1993.
Leta 1936 je na poletnih olimpijskih igrah v Berlinu v sestavi nemške rokometne reprezentance osvojil zlato olimpijsko medaljo.